# Bisdom Autlán
Het bisdom Autlán (Latijn: Dioecesis Rivoriensis) is een rooms-katholiek bisdom met als zetel Autlán de Navarro, in Mexico. Het bisdom is suffragaan aan het aartsbisdom Guadalajara. 

## Geschiedenis
Het bisdom werd opgericht op 28 januari 1961, uit delen van het aartsbisdom Guadalajara en het bisdom Colima.

## Parochies
Het bisdom had in 2020 een oppervlakte van 14.774 km2 en telde 326.900 inwoners waarvan 95,3% rooms-katholiek was.

## Bisschoppen
- Miguel González Ibarra (20 maart 1961 - 15 juli 1967)
- Everardo López Alcocer (25 juli 1967 - 19 december 1968)
- José Maclovio Vásquez Silos (25 maart 1969 - 23 juli 1990)
- Lázaro Pérez Jiménez (15 mei 1991 - 26 juli 2003)
- Gonzalo Galván Castillo (26 oktober 2004 - 25 juni 2015)
  - José Guadalupe Martín Rábago (apostolisch administrator: 25 juni 2015 - 21 januari 2016)
- Rafael Sandoval Sandoval (23 november 2015 - heden)

Guadalajara (aartsbisdom) · Aguascalientes · Autlán · Ciudad Guzmán · Colima · Jesús María (territoriale prelatuur) · San Juan de los Lagos · Tepic